# Patkai

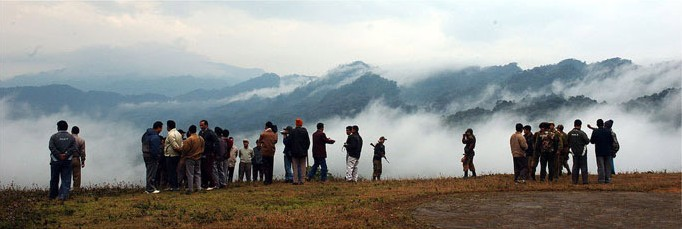
As montanhas Patkai vistas do passo Pangsau

Os montes Patkai ou Purvachal são uma cordilheira no leste da Índia, junto à fronteira com a Birmânia (Mianmar). Estas montanhas foram criadas pelos mesmos processos tectónicos que formaram o Himalaia, embora não sejam tão abruptas e os seus picos sejam de muito menor altitude. A cadeia montanhosa inclui picos de tipo cónico, vertentes pronunciadas e vales profundos.
O Patkai é composto por três cadeias montanhosas: Patkai-Bum, Garo-Khasi-Jaintia, e as montanhas Lushai. Garo-Khasi fica no estado indiano de Megalaia. A localidade de Cherapunji, na frente de ataque do vento, é conhecida por ser o sítio com maior quantidade de precipitação anual da Terra.
O clima varia de temperado a alpino, consoante a altitude.
O passo Pangsau tem a mais importante passagem pelo Patkai. A estrada Ledo, via estratégica de abastecimento que atravessa as colinas Patkai, que foi construida durante a Segunda Guerra Mundial para ligar a Índia com a estrada da Birmânia para a China.